# Gintaras Einikis
Gintaras Einikis, född 30 september 1969 i Kretinga, dåvarande Sovjetunionen, är en litauisk basketspelare som tog OS-brons 1992 i Barcelona, OS-brons 1996 i Atlanta och fyra år senare brons igen i Sydney. Detta var Litauens tredje bronsmedalj i rad i herrarnas turnering i basket vid olympiska sommarspelen.